# Eugénie Djendi
Eugénie Mélika Manon Djendi (Annába, 1923. április 8. – Ravensbrück, 1945. január 18.) a francia ellenállás tagja a második világháborúban.

## Élete
1923-ban született az algériai Bône-ban, apja az „őslakos” muszlim Salah ben Chefaï Djendi, anyja a korzikai származású Antoinette Silvani volt. gyermekeként. A francia Algériában, Bône-ban, majd Algírban nőtt fel. 1943. január 11-én jelentkezett a Lucien Merlin tábornok által létrehozott Corps féminin des transmissions nevű női hadtestbe. A hadtest tagjait Merlinettes-ként emlegették.
1943 tavaszán részt vett a tunéziai hadjáratban, először Kefben, majd Tuniszban. 1943 őszén felkérték, hogy csatlakozzon a francia katonai biztonsági szolgálathoz Algírban; erre a tevékenységre az Algír melletti Staoueliben képezték ki. A különleges szolgálat ügynökeként Eugénie Djendi a Jenny Silvani nevet vette fel. 
1943. március 20-án Angliába utazott, ahol rádiós képzést kapott. 1944. április 9-én a Brit Királyi Légierő gépével indult el Franciaországba, és Sully-sur-Loire környékén ejtőernyővel ugrott le. Sikerült rádiókapcsolatot létesítenie Londonnal, de másnap a Gestapo (társaival együtt) letartóztatta. Kihallgatásra Orléans-ba illetve Párizsba vitték, majd mivel a szövetséges csapatok közeledtek Párizs felé, 1944. augusztus 2-án a romainville-i erődbe, augusztus 11-én a ravensbrücki koncentrációs táborba szállították. Itt kapcsolatba lépett bajtársaival, Marie-Louise Cloarec-kel, Pierrette Louinnel és Suzanne Mertzizennel. A nők kérését, hogy hadifogoly-táborba kerüljenek át, elutasították, és 1945. január 18-án kivégezték őket. Holttesteiket elégették és egy közeli erdőbe temették.

## Kitüntetései
- A Becsületrend lovagja
- Croix de guerre 1939–1945(wd)
- Médaille de la Résistance

## Fordítás
- Ez a szócikk részben vagy egészben  az   Eugénie Djendi című angol Wikipédia-szócikk ezen változatának fordításán alapul.  Az eredeti cikk szerkesztőit annak laptörténete sorolja fel. Ez a jelzés csupán a megfogalmazás eredetét és a szerzői jogokat jelzi, nem szolgál a cikkben szereplő információk forrásmegjelöléseként.
- Ez a szócikk részben vagy egészben  az   Eugénie Djendi című francia Wikipédia-szócikk ezen változatának fordításán alapul.  Az eredeti cikk szerkesztőit annak laptörténete sorolja fel. Ez a jelzés csupán a megfogalmazás eredetét és a szerzői jogokat jelzi, nem szolgál a cikkben szereplő információk forrásmegjelöléseként.